# Lex Aemilia de censoribus
La lex Aemilia de censoribus va ser una antiga llei romana establerta sota el dictador Mamerc Emili (433 aC) per la qual els censors eren elegits per un any i mig en lloc de per un lustrum complet; després d'aquesta llei els censors només tenien un any i mig per fer el cens o les obres públiques.